# Pero metzaria
Pero metzaria är en fjärilsart som beskrevs av Dyar 1909. Pero metzaria ingår i släktet Pero och familjen mätare. Inga underarter finns listade i Catalogue of Life.